# التهاب الغدة
التهاب الغدة أو التهاب العقدة (بالإنجليزية: Adenitis)‏ هو مصطلحٌ عام لأي التهاب يصيب غدة. وعادة ما يستعمل للإشارة إلى التهاب العقد اللمفية.

## التصنيف

### التهاب العقد اللمفية
تضخم العقد اللمفية أو التهاب العقد اللمفية، ويحدث بسبب عدوى بكتيرية في العقد اللمفية. تكبر العقد الملمفية المصابة بالعدوى وتحمر وتتصلب. ويسمى انتفاخ الغدد الناتج عن نمو الخلايا اللمفية بتضخم العقد اللمفية. ومن أنواعه:
- التي تصيب الرقبة:
  - التهاب الغدد العنقية (بالإنجليزية: Cervical adenitis)‏، ويحدث بسبب التهاب العقد اللمفية في الرقبة.
  - التهاب العقد اللمفاوية السلي (بالإنجليزية: Tuberculous adenitis)‏ أو داء الخنازير (بالإنجليزية: Scrofula)‏، ويحدث بسبب عدوى المتفطرة السلية التي تصيب الجلد. أما التهاب العقد اللمفاوية غير السلي فيعود إلى عدوى المتفطرة الطيرية ومتفطرة خنازيرية [الإنجليزية].
- البطن
  - التهاب العقد المساريقية (بالإنجليزية: Mesenteric adenitis)‏ وهو التهاب يصيب العقد اللمفية في مساريق البطن. ويمكن أن يحدث بسبب عدوى يرسينيا القولون.[2] عندما يحدث هذا النوع من الالتهاب فقد يشخص خطأ على إنه التهاب الزائدة الدودية.

### أخرى
التهاب الغدد الدهنية أو الزهمية (بالإنجليزية: Sebaceous adenitis)‏، تلتعب الغدد الدهنية في الجلد. تفرز هذه الغدد الزهم الذي يمنع جفاف الجلد.